# Albert Bollmann
Albert Anton Bollmann (* 5. Oktober 1889 in Langendreer; † 26. Januar 1959 in Wanne-Eickel) war ein deutscher Fußballspieler.

## Karriere

### Vereine
Bollmann begann in der Fußballabteilung des Essener Turner Bundes mit dem Fußballspielen und rückte zur Saison 1904/05 in die erste Mannschaft auf. Für den Verein spielte er in den vom Rheinisch-Westfälischen Spiel-Verband organisierten Bezirksmeisterschaften in Bezirk Rhein/Ruhr, ab der Saison 1907/08 im Westdeutschen Spiel-Verband, in den regional erstklassigen, mit unterschiedlichen Bezeichnungen einhergehenden, Bezirks- und Kreisligen. In der Saison 1919/20 gewann er mit seinem Verein die Meisterschaft Ruhr-Emscher-Kreis und schied im Viertelfinale in der sich anschließenden Endrunde um die Westdeutsche Meisterschaft mit 2:6 gegen den VfTuR 1889 M.Gladbach aus dem Wettbewerb aus. Seinen letzten Titel gewann er in seiner letzten Saison für den Verein mit dem Gewinn der Meisterschaft Ruhrgau 1922.
Von der Saison 1922/23 bis 1927/28 spielte er für den Ligakonkurrenten TuS 1848 Bochum, der sich nach der Reinlichen Scheidung 1924 TuS Bochum 08 nannte.

### Auswahl-/Nationalmannschaft
Bollmann kam für die Auswahlmannschaft des Westdeutschen Spiel-Verbandes im Wettbewerb um den Kronprinzenpokal am 10. November 1912 in Duisburg beim 2:1-Sieg im Halbfinale gegen die Auswahlmannschaft des Süddeutschen Fußball-Verbandes an der Seite von Heinz Ludewig zum Einsatz. Beim 5:3-Finalsieg am 8. Juni 1913 in Berlin gegen die Auswahlmannschaft des Verbandes Brandenburgischer Ballspielvereine wurde der jedoch nicht eingesetzt.
Sein einziges Länderspiel für die A-Nationalmannschaft bestritt er am 5. April 1914 in Amsterdam beim 4:4-Unentschieden gegen die Nationalmannschaft der Niederlande. Im letzten Länderspiel vor Ausbruch des Ersten Weltkriegs bildete er gemeinsam mit Heinz Ludewig vom Duisburger SpV und Josef Schümmelfelder vom Bonner FV die Läuferreihe; damit war er der erste Nationalspieler des ETB Schwarz-Weiß Essen.

## Erfolge
- Meister Ruhrgau 1922
- Meister Ruhr-Emscher-Kreis 1920

## Sonstiges
Seine zwei Brüder Ewald und Rudolf Bollmann spielten ebenfalls für den ETB Schwarz-Weiß Essen. 
Am 23. Juni 1937 beantragte er die Aufnahme in die NSDAP und wurde rückwirkend zum 1. Mai desselben Jahres aufgenommen (Mitgliedsnummer 4.260.593). Nach der Zerstörung seines Lebensmittelgeschäftes im Krieg übernahm er Anfang der fünfziger Jahre die Leitung einer Toto-Annahmestelle.
Seit 1919 in Wanne-Eickel lebend, blieb er dem VfL Bochum verbunden, bei dem er noch Mitte der 1950er Jahre zum wiederholten Male in den Spielausschuss gewählt wurde.